# Lepiota xanthophylla
Lepiota xanthophylla är en svampart som beskrevs av P.D. Orton 1960. Lepiota xanthophylla ingår i släktet Lepiota och familjen Agaricaceae.  Artens status i Sverige är: Ej påträffad. Inga underarter finns listade i Catalogue of Life.